# Ибупрофен
Ибупрофен (Ibuprofen, Iboprofenum) е нестероидно противовъзпалително средство с изразен противоревматичен ефект. Аналгетик и антипиретик.
Блокира ензима циклооксигеназа (Cox-1 и Cox-2), отговорен за синтеза на простагландините и на това се дължат гореспоменатите му ефекти.
Ибупрофенът съществува под формата на 2 енантиомера: S- и R-ибупрофен. Само S-ибупрофен (също (+) Ибупрофен или Дексибупрофен} се използва като болкоуспокояващо. Трябва да се има предвид възможността за преход между двете форми в тялото.

## Показания
Главоболие (включително леки форми на мигрена), ревматоиден артрит, мускулни, постоперативни и менструални болки, зъбобол, болки в гърба, остеоартрити и др. Освен това, при температура и симптоми на простуда и грип.

## Противопоказания
Алергия към медикамента. При язва на стомаха или получаване на стомашно-чревни кръвоизливи. Ако пациентът има тежка чернодробна, бъбречна или сърдечна недостатъчност.

## Странични действия
Понякога могат да се наблюдават световъртеж, диспепсия, кожни обриви, гадене и повръщане, разстройство, запек, стомашни болки, безпокойство и нервност. Улцерация на стомашната и чревните стени, както свързано с това кървене.

## Лекарствени взаимодействия
Може да повиши кръвното ниво на лития, намалявайки отделянето му през бъбреците. Увеличеното ниво на лития може да доведе до литиево отравяне. Когато се приема с аминогликозиди е възможно да увеличи плазменото им съдържание. Приемането му с антикоагуланти или при хемодилуция трябва да се избягва.

## Приложение и дозировка
Ибупрофен е основна съставка в няколко медикамента на българския пазар, които могат да се купят без рецепта. Задължително да се следва упътването към всеки един медикамент, т.к. дозировките са различни. Особено внимание трябва да се отдели при бременност и кърмене. Приемът трябва да бъде по време на хранене с течност.
При възрастни:
Под лекарски контрол максималната дневна доза е 3,2 g. Максималната доза при неконтролиран прием е 1,2 g/ден.
Не е желателно да се приема повече от 10 дена като болкоуспокояващо и повече от три дена като антипиретик без изрично лекарско предписание.
При деца на възраст от 6 до 12 години дозировката се определя спрямо килограмите.

## Лекарствени форми и опаковка
Генеричен ибупрофен не се продава в България, но той е основна съставка на лекарствени средства без рецепта. В повечето случаи те са със съдържание от 200, 400, 600 или 800 mg ибупрофен. Дъвчащите таблетки са 50 или 100 mg, докато капсулите са 200 mg. Оралните капки са 40 mg/ml, а суспензията e 100 mg/2,5 ml и 100 mg/5 ml.

## Съхранение
Ибупрофенът трябва да се съхранява на стайна температура, между 15 и 30 °C.